# ميلوس رادوجيفيتش
ميلوس رادوجيفيتش هو لاعب كرة قدم صربي في مركز الدفاع، ولد في 6 يوليو 1989 في ياغودينا في صربيا. لعب مع بي أيه إس كيه بيوغراد ونادي أو إف كيه بيوغراد ونادي ياغودينا.

## وصلات خارجية
- ميلوس رادوجيفيتش على موقع عالم كرة القدم.نت (الإنجليزية)